# فيكتور كرون
فيكتور كرون (بالسويدية: Victor Crone)‏ هو موسيقي وكاتب أغاني ومغني ومغن مؤلف سويدي، ولد في 31 يناير 1992 في Österåker Municipality ‏ في السويد.

## روابط خارجية
- فيكتور كرون على موقع IMDb (الإنجليزية)
- فيكتور كرون على موقع ميوزك برينز (الإنجليزية)
- فيكتور كرون على موقع أول ميوزيك (الإنجليزية)
- فيكتور كرون على موقع ديسكوغز (الإنجليزية)
- فيكتور كرون على موقع قاعدة بيانات الفيلم (الإنجليزية)